# Nyctiphruretia
Nyctiphruretia — викопний підряд анапсидних плазунів ряду Procolophonomorpha. Підряд існував в кінці пермського періоду, 268—254 млн років тому. Скам'янілості представників групи знаходять, в основному, в пермських відкладеннях на території Росії, одна знахідка відома у США в штаті Оклахома.

## Класифікація
Родина Nycteroleteridae
- Bashykroleter
- Nycteroleter
- Emeroleter
- Macroleter
- Rhipaeosaurus

Родина Nyctiphruretidae
- Nyctiboetus
- Nyctiphruretus